# Об'єднання співвласників багатоквартирного будинку
Об'є́днання співвла́сників багатокварти́рного буди́нку, або ОСББ — неприбуткова юридична особа, створена власниками квартир та/або нежитлових приміщень багатоквартирного будинку для спільного користування, утримання та управління своїм будинком та прибудинковою територією, а також для юридичного оформлення їхніх майнових прав на будинок та прибудинкову територію.

## Загальні поняття
Згідно норм Закону України «Про особливості здійснення права власності у багатоквартирному будинку», ОСББ є однією із форм управління багатоквартирним будинком. Створення та діяльність ОСББ регулюються нормами Закону України «Про об'єднання співвласників багатоквартирного будинку».
ОСББ створюється на основі права сумісної власності і представляє лише співвласників нерухомості, щоб самостійно вирішувати — хто обслуговуватиме будинок, які будуть внески на його утримання (квартплата), кому здавати в оренду нежитлові приміщення тощо, куди витрачати гроші. Ефективне використання коштів і контроль приводять до якіснішого та раціональнішого утримання будинку.
ОСББ несе лише управлінські повноваження і не стає власником будинку в цілому — співвласниками будинку залишаються власники квартир та нежитлових приміщень.
ОСББ, як юридичній особі, не належать допоміжні приміщення та земельна ділянка (якщо вона була приватизована). Все це майно належить співвласникам будинку.
Доцільність створення ОСББ залежить від тих завдань, які мешканці поставлять перед собою, одним з яких може бути контроль за послугами ЖЕКу. ОСББ може щомісячно підписувати із ЖЕКом акти про виконання робіт з утримання будинку, на підставі яких визначається факт виконання та обсяги конкретних робіт і відповідно проводяться нарахування (перерахунок) мешканцям.
ОСББ має право мати розрахункові рахунки, розміщувати депозити в банках, купувати/продавати майно.
ОСББ має право здавати підсобні приміщення, або їх частини в оренду. При цьому, вільні (або не використані) грошові кошти об'єднання не можуть бути виплачені співвласникам, а повинні бути використані виключно на здійснення статутних цілей ОСББ. Деякі об'єднання навіть встановлюють на даху будинків сонячні панелі і продають електричну енергію (для розміщення сонячних панелей на даху багатоквартирного будинку необхідне отримання зеленого тарифу).
ОСББ є одним із ефективних інструментів для залучення співвласниками коштів на проведення енергоефективних заходів та заходів з модернізації будинку. Запровадження таких заходів у багатоквартирних будинках дозволить суттєво зменшити рівень споживання співвласниками енергоресурсів та досягнути економії. На сьогодні відбувається створення ефективної нормативно-правової бази, яка дозволить співвласникам більш ефективно залучати кошти на енергозбереження та модернізацію будинків і здійснювати ефективний облік спожитих ресурсів. Зокрема, вже є прийнятими Закон України «Про Фонд енергоефективності», «Про енергетичну ефективність будівель», «Про комерційний облік теплової енергії та водопостачання» тощо.

## Створення ОСББ
ОСББ може бути створено лише власниками квартир та нежитлових приміщень у багатоквартирному будинку (багатоквартирних будинках). Для створення об'єднання скликаються установчі збори. Рішення установчих зборів оформлюється протоколом. В одному багатоквартирному будинку може бути створено тільки одне об'єднання. Власники квартир та нежитлових приміщень у двох і більше багатоквартирних будинках, об'єднаних спільною прибудинковою територією, елементами благоустрою, обладнанням, інженерною інфраструктурою, можуть створити одне об'єднання. Установчі збори об'єднання у новозбудованих багатоквартирних будинках можуть бути проведені після державної реєстрації права власності на більше половини квартир та нежитлових приміщень у такому будинку.
Рішення про створення ОСББ, вважається прийнятим, якщо за нього проголосувало більше половини загальної кількості усіх співвласників будинку. Належним чином прийняте і оформлене рішення загальних зборів про створення об'єднання, поширюється на всіх без винятку співвласників будинку.

### Статут ОСББ
Статут об'єднання — одночасно документ яким підтверджується факт створення і діяльності ОСББ, а також збірник правил, прав і обов'язків співвласників. Підготовка Статуту об'єднання — надзвичайно важливий етап його створення. Статутом повинні бути передбачені наступні питання:
- порядок скликання та проведення загальних зборів;
- права і обов'язки ОСББ;
- повноваження, права та обов'язки Правління (виконавчого органу) та Ревізійної комісії (контрольного органу) Об'єднання;
- права, обов'язки та відповідальність співвласників ОСББ;
- порядок використання вільних коштів і майна об'єднання;
- підстави та порядок стягнення заборгованості по співвласників.

### Передача майна
Після державної реєстрації ОСББ протягом 3-х місяців (на підставі частини 18 статті 6 Закону України «Про об'єднання співвласників багатоквартирного будинку») попередній балансоутримувач зобов'язаний передати об'єднанню на обслуговування сам багатоквартирний будинок, а також наступну документацію:
- план земельної ділянки;
- бухгалтерську і статистичну документацію;
- один екземпляр технічної документації на будинок, до якої включаються: технічний паспорт на квартирний (багатоповерховий) житловий будинок, проектно-кошторисну документацію по схемаx внутрішньобудинкових мереж водопостачання, каналізації, центрального опалення, тепло-, газо-, електропостачання тощо, акти державної комісії приймання житлового будинку в експлуатацію, паспорти котельного господарства, книги котлів  (при наявності вбудованих і прибудованих котельних), паспорта ліфтового господарства, акти прийому — передачі житлового будинку в разі зміни його власника або балансоутримувача, кошторису, опису робіт на поточний і капітальний ремонт, акти технічних оглядів, журнали заявок жителів, протоколи вимірювань опору електромереж (за наявності), протоколи вимірювань вентиляції;
- інформації з обліку жителів об'єкта, а також власників, співвласників окремих приміщень об'єкта, які в ньому не живуть, правовідносин попереднього балансоутримувача чи особи, що здійснювала управління будинком, з юридичними або фізичними особами у сфері надання та оплати житлово-комунальних послуг, найму, оренди та користування приміщеннями об'єкта, планових заходів за попередні і поточний роки, необхідних для утримання об'єкта відповідно до нормативів, норм, стандартів, порядків і правил та для збереження належного технічного стану будівельних елементів, конструкцій і мереж об'єкта.

У разі відсутності документації на багатоквартирний будинок колишній балансоутримувач багатоквартирного будинку або особа, яка здійснювала управління багатоквартирним будинком до створення об'єднання, протягом півроку з дня державної реєстрації об'єднання відновлює її за свій рахунок.
Договори на електро- тепло- газо- та ін, укладені попереднім балансоутримувачем, підлягають розірванню.
У разі, якщо колишній балансоутримувач ухиляється від здійснення своїх обов'язків і відмовляється виконати дії спрямовані на передачу будинку і документації, Об'єднання звертається до Господарського суду з вимогою здійснити необхідні дії.
ОСББ має самостійно укласти договори на електропостачання (необхідне для діяльності Об'єднання і для освітлення приміщень загального користування, прибудинкової території, під'їздів та ін.), вивезення сміття, прибирання приміщень загального користування, прибудинкової території під'їздів та ін.
Основним фінансовим документом в ОСББ є кошторис, який складається на рік і приймається на щорічних загальних зборах більшістю членів ОСББ. Так як ОСББ є неприбутковою організацією, прибуткова і видаткова частини в кошторисі повинні збігатися.

## ОСББ в Україні
Процес створення об'єднань співвласників багатоквартирних будинків розпочався у 1995 році і станом на 01.10.2017 р. кількість ОСББ становить 27420, за даними міністерства регіонального розвитку будівництва та житлово-комунального господарства України.
З 1 липня 2016 року набув повної сили закон  № 417-VIII «Про особливості здійснення права власності в багатоквартирному будинку». Згідно із законом, якщо протягом відведеного строку співвласники багатоквартирного будинку, у якому не створено об'єднання співвласників, не прийняли рішення про форму управління багатоквартирним будинком, управління таким будинком здійснюється управителем, який призначається на конкурсних засадах виконавчим органом місцевої ради, на території якої розташований багатоквартирний будинок. Наразі ці норми не виконуються, оскільки бракує відповідних підзаконних актів та типового договору про управління будинком, що гальмує формування ринку управителів.
За чинним законодавством України ОСББ, як господарюючий суб'єкт зобов'язаний сформувати свою облікову політику, вести бухгалтерський облік та здавати обов'язкову звітність.
Специфікою обліку ОСББ є операції житлово-комунальної сфери:
- внески і платежі співвласників багатоквартирного будинку;
- облік транзитних (комунальних) платежів;
- доходи у вигляді отриманої з бюджету компенсації за пільги на оплату житлово-комунальних послуг і призначені субсидії;
- здача в оренду допоміжних приміщень будинку;
- придбання послуг за цивільно-правовими договорами (ремонт, прибирання приміщень, утримання ліфтів, освітлення приміщень загального призначення і т. д.);
- нарахування та витрачання коштів ремонтного та резервного фондів тощо;
- нарахування і виплата зарплати найманим працівникам (голові правління ОСББ, бухгалтеру, двірнику та ін.).

Крім цього вимагають реєстрації інші операції, характерні для неприбуткових організацій.
Лише ОСББ є бенефіціарами програм Фонду Енергоефективності.

## Критика
- Ефективність ОСББ напряму залежить від активності його членів. Ніякої відповідальності за ігнорування загальних зборів не передбачено. Якщо більшість членів не беруть ніякої участі у діяльності ОСББ, то воно перетворюється виключно у "прибуткову контору" для голови[3].
- У випадку з невеликими будинками створення ОСББ може призвести до того, що більша частина доходів буде витрачатися на заробітню плату голови, бухгалтера, двірника, електрика, та інших працівників. Проблему може вирішити створення ОСББ, куди входять декілька будинків, проте такий варіант не є досить популярним.
- Оскільки ОСББ — це юридична особа, органи центральної або місцевої влади не мають жодного впливу на організацію, що робить членів ОСББ менш захищеними, ніж, наприклад, членів ЖЕКу. Зі своїми проблемами члени ОСББ залишаються наодинці, їм не може допомогти ні влада, ні поліція, ні прокуратура. Якщо таких членів меншість, а більшість ігнорує збори, то, фактично, голова або правління ОСББ можуть узурпувати владу й при цьому не бути ніяк покараними, бо зібрати більшість голосів щодо їхньої відставки неможливо.
- Під час карантину проведення загальних зборів унеможливлюється; можливе лише опитування поквартирно, через це неможливо вирішувати критичні питання діяльності ОСББ. Типовим статутом не передбачені онлайн-збори, а зміна статуту потребує скликати загальні збори ОСББ, що під час карантину неможливо[4][5].
- ОСББ на практиці взагалі реально створити навіть без відома мешканців. А ліквідувати потім таке ОСББ надскладна задача[6]